# Stadio Panthessaliko
Lo stadio Panthessaliko (Πανθεσσαλικό Στάδιο) è uno stadio di calcio situato a Volo, in Grecia. 
Vi si sono svolte delle partite di calcio dei Giochi della XXVIII Olimpiade, tenutisi ad Atene nel 2004. Lo stadio è stato ufficialmente aperto il 30 luglio 2004. I posti a sedere sono 22 700, anche se solo 21 100 posti sono stati messi a disposizione del pubblico per i Giochi olimpici.